# Цяньсінань-Буї-Мяоська автономна префектура
25°05′35″ пн. ш. 104°53′47″ сх. д. / 25.09312° пн. ш. 104.89645° сх. д.
Цяньсінань-Буї-Мяоська автономна префектура (кит.: 黔西南布依族苗族自治州) — адміністративна одиниця другого рівня у складі провінції Гуйчжоу, КНР. Центр префектури — місто Сін'ї.
Префектура площею 16 817 км² межує з Гуансі-Чжуанським автономним районом на півдні та провінцією Юньнань на заході.

## Адміністративний поділ
Префектура поділяється на 2 міста та 6 повітів:
| Карта                                                  | Карта    | Карта    | Карта            |
| ------------------------------------------------------ | -------- | -------- | ---------------- |
| Сін'ї Пуань Сінжень Цінлун Аньлун Чженьфен Цехен Ванмо |          |          |                  |
| Статус                                                 | Назва    | Оригінал | Населення (2010) |
| Місто                                                  | Сін'ї    | 兴义市   | 783 120          |
| Місто                                                  | Сінжень  | 兴仁市   | 417 919          |
| Повіт                                                  | Аньлун   | 安龙县   | 356 255          |
| Повіт                                                  | Ванмо    | 望谟县   | 251 966          |
| Повіт                                                  | Пуань    | 普安县   | 254 247          |
| Повіт                                                  | Цехен    | 册亨县   | 190 413          |
| Повіт                                                  | Цінлун   | 晴隆县   | 246 809          |
| Повіт                                                  | Чженьфен | 贞丰县   | 303 883          |